# Kim Hye-min
Vittorie-sconfitte: 566–528 (51.7%)
Kim Hye-min (김혜민 ?, 金惠敏?; 2 settembre 1986) è una goista sudcoreana. Il suo nome è talvolta traslitterato come Kim Hyeoimin. È affiliata al Dipartimento di Baduk della Myongji University.

## Biografia
È diventata professionista nel 1999. È stata promossa 2 dan nel 2002, 3 dan nel 2005 per essersi qualificata al secondo turno della Korea Go League, 4 dan nel 2006 per essersi qualificata al campionato coreano.
Nel 2007 è arrivata seconda nel Kisung femminile, sconfitta da Rui Naiwei, ed è stata promossa 5 dan.
Nel 2010 è stata promossa 6 dan.
Nel 2013 ha vinto il Guksu femminile sconfiggendo Park Ji-yeon ed è stata promossa 7 dan.
Nel 2016 è stata promossa 8 dan.
Nel 2018 è arrivata seconda nel Kisung femminile, sconfitta da Choi Jeong.
Nel 2019 è stata promossa 9 dan.
Nel 2020 è arrivata seconda nel Guksu femminile, sconfitta da Choi Jeong.
Nel 2022 è stata nuovamente sconfitta da Choi Jeong nella finale del Guksu femminile

## Palmarès
| Nazionali        | Nazionali | Nazionali      |
| Torneo           | Vittorie  | Finalista      |
| ---------------- | --------- | -------------- |
| Kisung femminile |           | 2 (2007, 2018) |
| Guksu femminile  | 1 (2013)  | 2 (2020, 2022) |